# GuardiaN
Ладислав Ковач (словац. Ladislav Kováč; 9 июля 1991, Братислава) — словацкий киберспортсмен, также известный под никнеймом GuardiaN. Профессиональный игрок в Counter-Strike, Counter-Strike: Source и Counter-Strike: Global Offensive. В прошлом, согласно статистике HLTV, являлся одним из самых результативных снайперов в дисциплине Counter-Strike: Global Offensive.

## Карьера
Ладислав впервые попробовал играть в Counter-Strike, когда ему было 8 лет. Примерно через 4 года он начал играть в любительских командах — zTs и notorix. Чуть позже Ладислав со своим братом Францишеком «tri0» Ковачем начал играть в команде IQFIGHTERS, которая вскоре была подписана мультигейминговой организацией Faberi Bellatores. Команда успешно выступала на местных турнирах, однако не показала результатов на международной Counter-Strike-сцене. В 15 лет GuardiaN стал лучшим снайпером Словакии, выиграв турнир формата 1on1, организованный киберспортивным порталом United-Games.
В 2008 году, в связи с отсутствием на местном уровне крупных чемпионатов по 1.6, Ладислав решил попробовать себя в Counter Strike: Source. Он играл в любительской команде Corecell, которая заняла третье место на чемпионате Creative League, и через несколько дней стала частью организации DEFEATERS. Также GuardiaN впервые проявил себя на международной арене, играя на Чемпионате Европы в составе национальной сборной Словакии. Состав DEFEATERS стал одним из самых сильных в чехословацком регионе, однако в январе 2009 года Ковач покинул команду из-за конфликта. Вскоре после этого команда потеряла поддержку организации и полностью распалась. Сам Ладислав перешёл в команду Reason Gaming, которая потеряла двух своих игроков и нуждалась в новом снайпере. Такая замена усилила этот состав, и он принёс немало титулов для своей организации в период 2009—2010 годов.
В 2010 году, после неудачного выступления на DSRack LAN #2, Reason Gaming отказались от сотрудничества с составом, и команда продолжила играть под флагом организации OX ENERMAX. Спустя некоторое время Ковач решает оставить Source и вернуться к игре Counter-Strike 1.6.
Со своей новой командой BEASTS, Ладислав покоряет несколько местных LAN-турниров. Несмотря на успешный старт, уже в апреле 2012 года он завершает свою карьеру, мотивируя это тем, что «потерял вкус к игре».
Через два месяца, в июне 2012 года, Ковач возвращается и играет в составе команды BEASTS на чемпионатах в Чехии, а также едет миксом[уточнить] на чемпионат в Венгрию. В августе он заявляет, что вместе со своей командой намерен попробовать себя в новой версии игры, Counter Strike: Global Offensive. Коллектив подписывает организация eternal PlayerZ. Через несколько месяцев команда переходит под знамёна сербского мультигейминга myDGB.net. GuardiaN и компания заявляют о себе как об одном из сильнейших составов Европы, занимая третье место на Esports Heaven: Prague. Вскоре 3DMAX анонсируют свой CS:GO дивизион, в который входят игроки из myDGB. После серии неудачных турниров организация распускает команду, и GuardiaN пробует в себя в миксе TCM-Gaming, а затем его приглашают в русскоязычный коллектив Virtus.pro.
После распада Virtus.pro, Ладислав пробует себя в нескольких миксах, но не задерживается ни в одном из них. В декабре 2013 года присоединяется к Natus Vincere.
В июле 2017 года, после серии неудачных турниров, Ковач покидает команду NAVI, и уже в августе переходит в интернациональный состав американской организации FaZe Clan.
20 сентября 2019 вернулся в Natus Vincere, а уже 24 января 2020 покинул основной состав.
4 марта 2025 объявил о завершении профессиональной карьеры.

### В составе Reason Gaming
Первый состав команды:
- Марек «.PhP» Кадек
- Ладислав «GuardiaN» Ковач
- Мартин «UN» Стехлик
- Петр «pR» Новак
- Адам «bazy» Каплер

Второй состав команды
- Марек «.PhP» Кадек
- Ладислав «GuardiaN» Ковач
- Мартин «UN» Стехлик
- Петр «pR» Новак
- Карел «sneix» Павлица

Ковач вступил в ряды британской организации в 2009 году, заменив снайпера Томаша «WT» Хироута. На тот момент команда Reason Gaming уже заняла ряд призовых мест на крупных европейских турнирах. Новый состав дебютировал на онлайн-турнире ESL Major. Несмотря на неудачный старт, Reason без проблем одолели своих соперников в нижней сетке чемпионата, но в полуфинале проиграли французской команде redLine, заняв в результате третье место. Первым крупным турниром для команды стал Multiplay i-Series 36, где присутствовали сильнейшие представители британской Source-сцены. Команда считалась одним из фаворитов турнира, так как являлась вице-чемпионом Multiplay i-Series 35. Reason добрались до финала, где на дополнительных раундах обыграли действующих чемпионов, Team Dignitas. На всех последующих Multiplay i-Series Reason Gaming также занимали призовые места.
Команда была отмечена в рейтингах Heaven Media 2009 «Team of the Year» и «Cadred European Rankings», где заняла первое и третье места соответственно. Команда стала чемпионами таких турниров, как DreamHack, Copenhagen Games и Lan79. Несмотря на хорошие результаты, осенью 2010 года состав был распущен. По слухам, основной причиной разрыва отношений между игроками и менеджментом стала финансовая нестабильность организации: в последнее время у Reason были проблемы со спонсорами, и расходы на команду полностью покрывал инвестор из ОАЭ Ахмед «Nordy» Аль-Муанна своими собственными средствами.

### В составеVirtus.pro
Состав команды:
- Кирилл «ANGE1» Карасёв
- Эмиль «Kucher» Ахундов
- Михаил «Dosia» Столяров
- Сергей «Fox» Столяров
- Ладислав «GuardiaN» Ковач

Впервые за Virtus.pro Ковач сыграл 28 мая на RaidCall EMS One Cup #3, заменив Даурена «AdreN» Кыстаубаева, который не смог принять участие в турнире из-за проблем с компьютером. Через несколько дней GuardiaN также выступил в качестве замены, но уже в рамках FACEIT CUP. 6 мая 2013 года на сайте организации Virtus.pro появилось сообщение о том, что AdreN решил покинуть команду. В тот же день состоялся анонс нового состава с GuardiaN. Коллектив успешно выступил на 5 турнирах и вошёл в десятку лучших команд по статистике портала hltv.org. 18 июля, в связи с уходом Кирилла «ANGE1» Карасёва и Михаила «Dosia» Столярова в организацию Astana Dragons, состав организации Virtus.pro по CS:GO был расформирован.

### В составеNatus Vincere
Первый состав команды
- Даниил «Zeus» Тесленко
- Сергей «starix» Ищук
- Иоанн «Edward» Сухарёв
- Ладислав «GuardiaN» Ковач
- Денис «seized» Костин

Второй состав команды
- Даниил «Zeus» Тесленко
- Иоанн «Edward» Сухарев
- Ладислав «GuardiaN» Ковач
- Денис «seized» Костин
- Егор «flamie» Васильев
- Сергей «starix» Ищук (тренер)

Третий состав команды
- Александр «s1mple» Костылев
- Иоанн «Edward» Сухарев
- Ладислав «GuardiaN» Ковач
- Денис «seized» Костин (капитан)
- Егор «flamie» Васильев
- Андрей «Andi» Прохоров (тренер)

Четвёртый состав команды
- Александр «s1mple» Костылев
- Денис «electronic» Шарипов
- Ладислав «GuardiaN» Ковач
- Кирилл «Boombl4» Михайлов (капитан)
- Егор «flamie» Васильев
- Андрей «B1ad3» Городенский (тренер)

Пятый состав команды
- Александр «s1mple» Костылев
- Денис «electronic» Шарипов
- Илья «Perfecto» Залуцкий
- Кирилл «Boombl4» Михайлов (капитан)
- Егор «flamie» Васильев
- Андрей «B1ad3» Городенский (тренер)
- Ладислав «GuardiaN» Ковач (выставлен на трансфер)

#### 2013
В 2013 году NAVI не выиграла ни одного турнира и заработала менее десятка призовых мест. Летом коллектив покинули ключевые игроки: снайпер Егор «markeloff» Маркелов и лучший стрелок команды Иоанн «Edward» Сухарёв. Молодые игроки Денис «seized» Костин и Антон «kibaken» Колесников не смогли сильно улучшить результаты команды на международной арене: год завершился полным провалом на мажор-турнире DreamHack Winter 2013. В декабре 2013 года организации приняла решение пригласить к себе GuardiaN’а, который последние пять месяцев не мог найти для себя стабильную команду, а также Edwarda’а, которого выгнали из Astana Dragons.
Анонс состава состоялся 9 декабря. В тот же день составу предстояло сыграть 4 онлайн-матча в рамках SLTV StarSeries Season VIII, из которых NAVI смогли выиграть два. По результатам онлайн-квалификаций команда заняла шестое место в ладдере и не смогла выйти на LAN-финалы. Однако благодаря отказу от участия LGB и Clan-Mystik, NAVI получили слот и заняли второе место на своём дебютном лане.

#### 2014
Команда долгое время показывала нестабильную игру. Состав смог попасть на мажор EMS One Katowice 2014 через СНГ-квалификации, но LAN-стадии NAVI не вышли из группы.
Свой первый титул они получили в мае на SLTV StarSeries. С переменным успехом команда играет онлайн- и LAN-турниры, однако это не приносит других весомых достижений в первой половине года.
В августе Na’Vi вновь приняли участие на мажоре, ESL One Cologne. Они успешно выходят из группы и обеспечивают себе слот на следующем турнире. В октябре команда получила свой второй титул, одержав победу на Game Show League, заняли четвёртое место на чемпионате мира Electronic Sports World Cup и вошли в топ-4 на последнем мажоре года, DreamHack Winter 2014. GuardiaN занял одиннадцатую строчку в рейтинге от HLTV.org, став единственным игроком из своей команды, попавшим в топ 20.

#### 2015
На ESL One Katowice 2015 NAVI смогли выйти из группы, но завершили выступление в четвертьфинале. После этого Сергей «starix» Ищук принял решение об уходе из игрового состава и стал его тренером. Ищука заменил Егор «flamie» Васильев. В апреле 2015 года NAVI заняли первое место на крупном лане в Кёльне, а в июле стали чемпионами мира по версии Electornic Sports World Cup. Команда также выиграла на SLTV StarSeries XIII и онлайн-турнире CS:GO Champions League Season 1. Тем не менее на очередном мажоре команда снова остаётся на уровне топ-8.
Далее NAVI провалили отборочные на ESL ESEA Season 1, завершили турнир Counter Pit на четвёртом месте, а организаторы лана в Словении, на котором они занимают второе место, отказываются выплачивать гонорар. В ноябре команда впервые смогла попасть в финал мажора и занять второе место. Они также успешно выступают на IEM San Jose и ESL ESEA. К концу года NAVI становятся топ-3 мира по версии HLTV.
Сам Ковач также был отмечен на высоких позициях в нескольких рейтингах: HLTV.org поставили его на вторую строчку в своём топе, сообщество GosuGamers.net назвало его снайпером года, а игра GuardiaN’а против команды Titan попала в список лучших хайлайтов года.
В общей сложности команда NAVI заработала за год более 350 тысяч долларов.

### В составеFaZe Clan
Первый состав команды:
- Ховард «rain» Найгард
- Олоф «olofmeister» Кайбер
- Финн «karrigan» Андерсен
- Никола «NiKo» Ковач
- Ладислав «GuardiaN» Ковач
- Роберт «RobbaN» Дальстрём (тренер)

Второй состав команды:
- Ховард «rain» Найгард
- Олоф «olofmeister» Кайбер
- Даурен «AdreN» Кыстаубаев
- Никола «NiKo» Ковач
- Ладислав «GuardiaN» Ковач
- Янко «YNk» Паунович (тренер)

- Ховард «rain» Найгард
- Олоф «olofmeister» Кайбер
- Никола «NiKo» Ковач
- Филип «NEO» Кубский
- Ладислав «GuardiaN» Ковач
- Янко «YNk» Паунович (тренер)

3 августа 2017 года GuardiaN перешёл в FaZe Clan, заменив снайпера команды, Алекси «allu» Ялли. Одновременно к команде присоединился звёздный шведский игрок, многократный чемпион мира Олоф «olofmeister» Кайбер, заменивший Фабьена «kioShiMa» Фье. 13 мая 2019 года FaZe Clan покинул Даурен «AdreN» Кыстаубаев по согласию обеих сторон. В команду пришёл польский игрок Филип «NEO» Кубский, встав на роль временного капитана и заменив Николу «NiKo» Ковача.

## Достижения

### Список призовых мест
| Место | Дисциплина | Команда          | Турнир                                    | Место проведения | Дата проведения          | Призовые             |
| 2008  | 2008       | 2008             | 2008                                      | 2008             | 2008                     | 2008                 |
| ----- | ---------- | ---------------- | ----------------------------------------- | ---------------- | ------------------------ | -------------------- |
| 3     | CSS        | Сборная Словакии | European Nations Championship 2008        | Лейпциг          | 23—24 августа            | 1500 €               |
| 2009  |            |                  |                                           |                  |                          |                      |
| 1     | CSS        | Reason Gaming    | Multiplay i36                             | Ковентри         | 10—13 апреля             | 2250 £               |
| 2     | CSS        | Reason Gaming    | Lan79                                     | Брессюир         | 2—3 мая                  | 1750 €               |
| 1     | CSS        | Reason Gaming    | UKeSA Premiership Division Season 1       | Лондон           | февраль—июнь             | 2300 £               |
| 1     | CSS        | Reason Gaming    | Multiplay i37                             | Ковентри         | 7—10 августа             | 2250 £               |
| 1     | CSS        | Reason Gaming    | ASUS World Gamemaster Tournament          | Тренчин          | октябрь                  | подарки от спонсоров |
| 1     | CSS        | Reason Gaming    | Multiplay i38                             | Ньюберри         | 13—16 ноября             | 2000 £               |
| 1     | CSS        | Reason Gaming    | DreamHack Winter 2009                     | Йёнчёпинг        | 26—27 ноября             | 20 000 SEK           |
| 2010  |            |                  |                                           |                  |                          |                      |
| 1     | CSS        | Reason Gaming    | Sapphire Challenge                        | онлайн           | февраль                  | 500 €                |
| 3     | CSS        | Reason Gaming    | XLFrag FRAGTIME #1                        | онлайн           | март—апрель              | 500 €                |
| 2     | CSS        | Reason Gaming    | Copenhagen Games 2010                     | Копенгаген       | 1—3 апреля               | 12 000 DKK           |
| 1     | CSS        | Reason Gaming    | Alpcon Lan                                | Тироль           | 29—30 мая                | 2048 €               |
| 2012  |            |                  |                                           |                  |                          |                      |
| 3     | CS:GO      | myDGB.net        | AMD Sapphire Invitational                 | Прага            | 2 декабря                | 4000 $               |
| 2013  |            |                  |                                           |                  |                          |                      |
| 3—4   | CS:GO      | Virtus.pro       | DreamHack Summer 2013                     | Йёнчёпинг        | 15—18 июня               | 2930 €               |
| 2     | CS:GO      | Virtus.pro       | RaidCall EMS Summer 2013 finals           | Кёльн            | 29—30 июня               | 7000 $               |
| 3     | CS:GO      | Virtus.pro       | SLTV StarSeries VI                        | Киев             | 4—7 июля                 | 2500 $               |
| 2     | CS:GO      | Natus Vincere    | SLTV StarSeries VIII                      | Киев             | 20—22 декабря            | 4000 $               |
| 2014  |            |                  |                                           |                  |                          |                      |
| 13—16 | CS:GO      | Natus Vincere    | EMS One Katowice 2014                     | Катовице         | 13—16 марта              | 2000 $               |
| 1     | CS:GO      | Natus Vincere    | SLTV StarSeries IX                        | Киев             | 3—5 мая                  | 14 000 $             |
| 2     | CS:GO      | Natus Vincere    | DreamHack Summer 2014                     | Йёнчёпинг        | 15—17 июня               | 5000 $               |
| 2     | CS:GO      | Natus Vincere    | ESEA Invite Season 16 Global Finals       | Даллас           | 28—30 июня               | 4000 $               |
| 5—8   | CS:GO      | Natus Vincere    | ESL One Cologne 2014                      | Кёльн            | 14—17 августа            | 10 000 $             |
| 2     | CS:GO      | Natus Vincere    | SLTV StarSeries X                         | Киев             | 10—31 августа            | 7000 $               |
| 1     | CS:GO      | Natus Vincere    | Game Show CS:GO League                    | Москва           | 3—5 октября              | 12 000 $             |
| 2     | CS:GO      | Natus Vincere    | SLTV StarSeries XI                        | Киев             | 19—20 октября            | 7000 $               |
| 4     | CS:GO      | Natus Vincere    | Electronic Sports World Cup 2014          | Париж            | 1—2 ноября               | 5000 $               |
| 3—4   | CS:GO      | Natus Vincere    | DreamHack Winter 2014                     | Йёнчёпинг        | 27—29 ноября             | 22 000 $             |
| 2015  |            |                  |                                           |                  |                          |                      |
| 5—8   | CS:GO      | Natus Vincere    | ESL One Katowice 2015                     | Катовице         | 11—15 марта              | 10 000 $             |
| 1     | CS:GO      | Natus Vincere    | ESL Pro League Winter 2014—2015           | Кёльн            | 10—12 апреля             | 15 000 $             |
| 3     | CS:GO      | Natus Vincere    | Fragbite Masters Season 4                 | Стокгольм        | 6—7 июня                 | 90 000 SEK           |
| 2     | CS:GO      | Natus Vincere    | DreamHack Summer 2015                     | Йёнчёпинг        | 13—15 июня               | 6000 $               |
| 1     | CS:GO      | Natus Vincere    | SLTV StarSeries S XIII LAN Finals         | Киев             | 19—21 июня               | 22 000 $             |
| 1     | CS:GO      | Natus Vincere    | Electronic Sports World Cup 2015          | Монреаль         | 10—12 июля               | 30 000 $             |
| 3—4   | CS:GO      | Natus Vincere    | FACEIT League 2015 Stage 2                | Валенсия         | 16—18 июля               | 10 000 $             |
| 2     | CS:GO      | Natus Vincere    | CEVO Professional Season 7 Finals         | Колумбус         | 24—26 июля               | 15 000 $             |
| 1     | CS:GO      | Natus Vincere    | CS:GO Champions League Season 1           | онлайн           | март — август            | 15 000 $             |
| 5—8   | CS:GO      | Natus Vincere    | ESL One Cologne 2015                      | Кёльн            | 20—23 августа            | 10 000 $             |
| 2     | CS:GO      | Natus Vincere    | Gaming Paradise 2015                      | Порторож         | 6—9 сентября             | 15 000 $             |
| 2     | CS:GO      | Natus Vincere    | DreamHack Open Cluj-Napoca 2015           | Клуж-Напока      | 1 ноября                 | 50 000 $             |
| 3     | CS:GO      | Natus Vincere    | ESL ESEA Europe Pro League S2             | онлайн           | 14 сентября — 15 декабря | 50 000 $             |
| 1     | CS:GO      | Natus Vincere    | IEM San Jose                              | Сан-Хосе         | 21—22 ноября             | 56 250 $             |
| 2     | CS:GO      | Natus Vincere    | ESL ESEA Pro League Season 2 Finals       | Бербанк          | 10—13 декабря            | 60 000 $             |
| 2016  |            |                  |                                           |                  |                          |                      |
| 2     | CS:GO      | Natus Vincere    | StarLadder i-League StarSeries XIV        | Минск            | 15—17 января             | 40 000 $             |
| 1     | CS:GO      | Natus Vincere    | DreamHack ZOWIE Open Leipzig 2016         | Лейпциг          | 22—24 января             | 50 000 $             |
| 3—4   | CS:GO      | Natus Vincere    | IEM Katowice                              | Катовице         | 2—5 марта                | 23 000 $             |
| 1     | CS:GO      | Natus Vincere    | GAMEKIT Counter Pit League Season 2       | Сплит            | 17—18 марта              | 40 000 $             |
| 2     | CS:GO      | Natus Vincere    | MLG Major Columbus 2016                   | Колумбус         | апрель — март            | 150 000 $            |
| 2     | CS:GO      | Natus Vincere    | DreamHack Masters Malmö 2016              | Мальмё           | 12—17 апреля             | 50 000 $             |
| 2     | CS:GO      | Natus Vincere    | StarLadder i-League Invitational          | Киев             | 19—22 мая                | 20 000 $             |
| 5—8   | CS:GO      | Natus Vincere    | ESL One Cologne 2016                      | Кёльн            | 5—10 июля                | 35 000 $             |
| 3—4   | CS:GO      | Natus Vincere    | ELEAGUE Season 1                          | Атланта          | май — июль               | 70 000 $             |
| 1     | CS:GO      | Natus Vincere    | ESL One New York                          | Нью-Йорк         | сентябрь — октябрь       | 125 000 $            |
| 8     | CS:GO      | Natus Vincere    | ESL EU Pro League Season 4                | онлайн           | август — октябрь         | 15 500 $             |
| 3—4   | CS:GO      | Natus Vincere    | EPICENTER 2016                            | Москва           | 17—23 октября            | 40 000 $             |
| 2017  |            |                  |                                           |                  |                          |                      |
| 5—8   | CS:GO      | Natus Vincere    | ELEAGUE Major 2017                        | Атланта          | 22—29 января             | 35 000 $             |
| 3—4   | CS:GO      | Natus Vincere    | SL I-LEAGUE starseries season 3           | Киев             | 4—9 апреля               | 25 000 $             |
| 2     | CS:GO      | Natus Vincere    | Adrenaline Cyber League 2017              | Москва           | 18 июня                  | 25 000 $             |
| 3—4   | CS:GO      | Natus Vincere    | ESL One Cologne 2017                      | Кёльн            | 5—9 июля                 | 25 000 $             |
| 12—14 | CS:GO      | Natus Vincere    | PGL Major Krakow 2017                     | Краков           | 16—23 июля               | 8750 $               |
| 1     | CS:GO      | FaZe Clan        | ESL One New York 2017                     | Нью-Йорк         | 15—17 сентября           | 125 000 $            |
| 1     | CS:GO      | FaZe Clan        | ELEAGUE CS:GO Premier 2017                | Атланта          | сентябрь — октябрь       | 500 000 $            |
| 2     | CS:GO      | FaZe Clan        | IEM Oakland                               | Окленд           | 14—19 ноября             | 54 000 $             |
| 1     | CS:GO      | FaZe Clan        | BLAST Pro Standoff — Copenhagen 2017      | Копенгаген       | 25 ноября                | 20 000 $             |
| 3     | CS:GO      | FaZe Clan        | BLAST Pro Series: Copenhagen 2017         | Копенгаген       | 25 ноября                | 25 000 $             |
| 2     | CS:GO      | FaZe Clan        | ESL Pro League Season 6 Finals            | Оденсе           | 5—10 декабря             | 100 000 $            |
| 1     | CS:GO      | FaZe Clan        | ECS Season 4 — Finals                     | Канкун           | 14—17 декабря            | 250 000 $            |
| 2018  |            |                  |                                           |                  |                          |                      |
| 2     | CS:GO      | FaZe Clan        | ELEAGUE Major: Boston 2018                | Бостон           | 12—28 января             | 150 000 $            |
| 4     | CS:GO      | FaZe Clan        | StarLadder & i-League StarSeries Season 4 | Киев             | 17-25 февраля            | 15 000 $             |
| 2     | CS:GO      | FaZe Clan        | IEM Katowice                              | Катовице         | 27 февраля-4 марта       | 100 000 $            |
| 3     | CS:GO      | FaZe Clan        | V4 Future Sports Festival - Budapest 2018 | Будапешт         | 23—25 марта              | 62 000 $             |
| 1     | CS:GO      | FaZe Clan        | IEM Sydney 2018                           | Сидней           | 1—6 мая                  | 100 000 $            |
| 3     | CS:GO      | FaZe Clan        | ESL Pro League Season 7 - Finals          | Даллас           | 15—20 мая                | 55 000 $             |
| 3     | CS:GO      | FaZe Clan        | ECS Season 5 - Finals                     | Лондон           | 8—10 июня                | 65 000 $             |
| 1     | CS:GO      | FaZe Clan        | ESL One: Belo Horizonte 2018              | Белу-Оризонти    | 13—17 июня               | 100 000 $            |
| 3     | CS:GO      | FaZe Clan        | ESL One: Cologne 2018                     | Кельн            | 3—8 июля                 | 22 000 $             |
| 5—8   | CS:GO      | FaZe Clan        | FACEIT Major: London 2018                 | Лондон           | 5—23 сентября            | 35 000 $             |
| 1     | CS:GO      | FaZe Clan        | EPICENTER 2018                            | Москва           | 23—28 октября            | 150 000 $            |
| 4     | CS:GO      | FaZe Clan        | BLAST Pro Series: Copenhagen 2018         | Копенгаген       | 2—3 ноября               | 15 000 $             |
| 3     | CS:GO      | FaZe Clan        | IEM Chicago                               | Чикаго           | 6—11 ноября              | 20 000 $             |
| 2019  |            |                  |                                           |                  |                          |                      |
| 1     | CS:GO      | FaZe Clan        | ELEAGUE Invitational 2019                 | Атланта          | 25—27 января             | 80 000 $             |
| 5—8   | CS:GO      | FaZe Clan        | IEM Katowice Major 2019                   | Катовице         | 13 февраля — 3 марта     | 35 000 $             |
| 1     | CS:GO      | FaZe Clan        | BLAST Pro Series: Miami 2019              | Майами           | 12—13 апреля             | 125 000 $            |
| 3     | CS:GO      | FaZe Clan        | DreamHack Masters Dallas 2019             | Даллас           | 28 мая — 2 июня          | 22 000 $             |
| 2     | CS:GO      | FaZe Clan        | BLAST Pro Series: Los Angeles 2019        | Лос-Анджелес     | 13—14 июля               | 50 000 $             |
| 12—14 | CS:GO      | FaZe Clan        | StarLadder Berlin Major 2019              | Берлин           | 23 августа — 8 сентября  | 8750 $               |
| 3     | CS:GO      | Natus Vincere    | DreamHack Masters Malmö 2019              | Мальмё           | 1—6 октября              | 22 000 $             |
| 3     | CS:GO      | Natus Vincere    | BLAST Pro Series: Copenhagen 2019         | Копенгаген       | 1—2 ноября               | 25 000 $             |
| 3     | CS:GO      | Natus Vincere    | ESL Pro League Season 10: Finals          | Оденсе           | 3—8 декабря              | 40 000 $             |

### Личные достижения

#### Рейтинг HLTV
В таблице ниже показаны позиции в рейтинге 20 лучших киберспортсменов года по версии портала HLTV.
| Год  | Место | Прим.  |
| ---- | ----- | ------ |
| 2013 | 10    | [ 19 ] |
| 2014 | 11    | [ 20 ] |
| 2015 | 2     | [ 21 ] |
| 2016 | 17    | [ 22 ] |
| 2017 | 9     | [ 23 ] |
| 2018 | 11    | [ 24 ] |

#### MVP
За свою карьеру Ладислав стал обладателем восьми медалей «Самый ценный игрок» (MVP) от портала HLTV.
| Год  | Турнир                          | Прим.  |
| ---- | ------------------------------- | ------ |
| 2014 | Game Show Season 1 Finals       | [ 25 ] |
| 2015 | ESL Pro League Winter           | [ 26 ] |
| 2015 | SLTV StarSeries XIII            | [ 27 ] |
| 2015 | ESWC 2015                       | [ 28 ] |
| 2015 | IEM San Jose 2015               | [ 29 ] |
| 2016 | Counter Pit League Season 2     | [ 30 ] |
| 2018 | IEM Sydney 2018                 | [ 31 ] |
| 2019 | ELEAGUE CS:GO Invitational 2019 | [ 32 ] |

#### Прочие достижения
- Журналист Данкан «Thorin» Шилдс поставил его на седьмую строчку в своём рейтинге Thorin’s TOP 20 CS:GO Players of all-time[33] (2015)
- Третья строчка в рейтинге The 10 best CS:GO players in the world по версии PCGAMER[34] (2015)
- Второе место в голосовании GosuGamers Awards 2015: Player of the Year от GosuGamers.net[35]
- Первое место в голосовании GosuGamers Awards 2015: AWP player of the Year от GosuGamers.net[35]
- Восьмое место в списке Top 10 Frag Highlights of 2015 по версии HLTV.org[36]
- Третье место в голосовании CS:GO GosuAwards 2016: AWPer of the Year от GosuGamers.net[37]
- Четвёртое место в списке Top 10 Highlights of 2016 по версии HLTV.org[38]
- Третье место в списке Top 10 Frag Highlights of 2018 по версии HLTV.org[39]